# Bailey Sok
Bailey Drew Sok (nombre coreano: Sok Yu-jin; Placentia, California, 24 de febrero de 2004), más conocida como Bailey Sok o simplemente como Bailey, es una cantante, bailarina y coreógrafa surcoreana-estadounidense. Comenzó a bailar a los dos años, y se convirtió en profesora de danza y coreógrafa a los catorce. Como cantante, debutó como miembro del grupo mixto surcoreano AllDay Project en junio de 2025, bajo The Black Label, con el sencillo «Famous».

## Biografía
Bailey Drew Sok nació el 24 de febrero de 2004, en Placentia, California, de padres surcoreanos. Su nombre coreano es Sok Yu-jin (석유진). Las dos hermanas mayores de Sok, que eran bailarinas, la introdujeron a la música desde una edad temprana. Inspirada por ellas, Sok comenzó a bailar a los dos años y medio. Siguiendo una recomendación del director del estudio de danza de sus hermanas, sus padres la inscribieron en lecciones formales, donde se formó en estilos clásicos como jazz, ballet y tap. A la edad de cinco años, asistió a cursos intensivos de verano en Los Ángeles. A medida que aumentaban sus compromisos profesionales, Sok empezó a estudiar en casa en octavo grado.

## Carrera

### 2010-2024: Carrera como coreógrafa y bailarina
Entre los seis y los diez años, Sok participó en diversas competencias de baile antes de cambiar su enfoque al hip-hop. Empezó a hacerse conocida cuando varias de sus actuaciones se hicieron virales en YouTube. También se volvió popular en TikTok. Sok actuó con el grupo de baile femenino Buns & Roses en la temporada 9 de America's Got Talent antes de competir junto a Kida the Great en la temporada 4 de World of Dance de NBC.
A los catorce años, enseñaba danza a nivel internacional, impartiendo clases en Estados Unidos, Australia, Francia, Japón, Corea, China y Polonia. Su creciente experiencia la llevó a colaborar con artistas destacados, como Janet Jackson, Jason Derulo, Meghan Trainor y Marshmello, y se convirtió en la instructora más joven del Fair Play Dance Camp de 2019 en Cracovia. Para consolidarse aún más en la industria de la danza, estuvo entre las cuatro bailarinas seleccionadas para coreografiar «Pop/Stars», el sencillo debut del grupo femenino virtual de League of Legends K/DA. A los quince años, trabajó junto a la bailarina Mina Myong para coreografiar el sencillo de Red Velvet «Psycho», siendo esta la primera vez que creó una coreografía para un grupo o artista de K-pop. Desde entonces, ha trabajado en coreografías para varios grupos y artistas de K-pop, como Taemin, Aespa, Kai, Taeyang, entre otros.

### 2025-presente: Debut con AllDay Project
En febrero de 2024, una serie de fotos filtradas de las aprendices de The Black Label, que posteriormente se reveló que pertenecían al grupo femenino de la agencia, Meovv, circularon rápidamente en línea. El contenido, que atrajo mucha atención, incluía a Bailey junto a Ella Gross y Annie Moon. Aunque Bailey y Annie finalmente no formaron parte del grupo, más tarde debutaron como miembros del grupo mixto surcoreano AllDay Project en junio de 2025, bajo la misma compañía.

## Influencias
Sok citó a 2NE1, Big Bang y Girls' Generation como sus mayores influencias musicales. Ella describe la música de estos grupos como electrizante y llena de energía, dando forma a su pasión por el baile y la música.

## Respaldos
Sok ha participado en varias campañas de marcas importantes como Samsung y Nike, y colaboró con Spotify y Roblox en su proyecto "Spotify Island's K-Park".

## Filmografía

### Películas
| Año  | Título        | Papel         | Ref.   |
| ---- | ------------- | ------------- | ------ |
| 2019 | Zoe Valentine | Vivi Anderson |        |
| 2024 | Dance Rivals  | Lucky         | [ 16 ] |

### Programas de televisión
| Año  | Título                              | Papel       | Notas               | Ref.   |
| ---- | ----------------------------------- | ----------- | ------------------- | ------ |
| 2014 | Temporada 9 de America's Got Talent | Concursante | como Buns and Roses | [ 1 ]  |
| 2016 | Dance Video Throwdown               | Concursante | -                   | [ 4 ]  |
| 2017 | Dance-Off Juniors                   | Concursante | -                   | [ 1 ]  |
| 2018 | Temporada 2 de World of Dance       | Concursante | como S-Rank         | [ 1 ]  |
| 2020 | Temporada 4 de World of Dance       | Concursante | con Kida Burns      | [ 17 ] |

### Apariciones en vídeos musicales
| Año  | Título de la canción                               | Artista      | Ref.   |
| ---- | -------------------------------------------------- | ------------ | ------ |
| 2020 | "Poppin" (feat. Lil Pump & Smokepurpp)             | KSI          | [ 18 ] |
| 2020 | "Drum Go Dum" (feat. Aluna, Wolftyla & Bekuh Boom) | K/DA         | [ 19 ] |
| 2022 | "She's All I Wanna Be"                             | Tate McRae   |        |
| 2022 | "Cruel"                                            | Jackson Wang | [ 20 ] |